# Borla

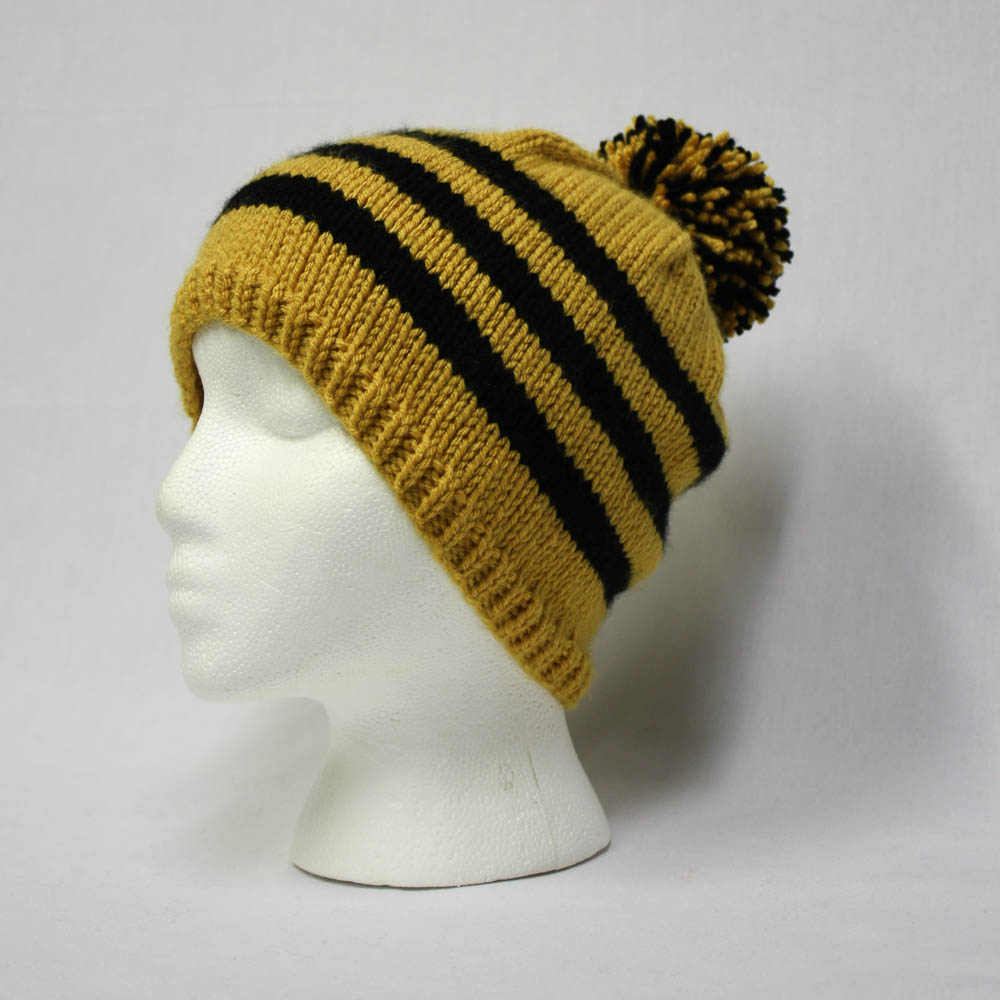
Gorra moderna amb borla

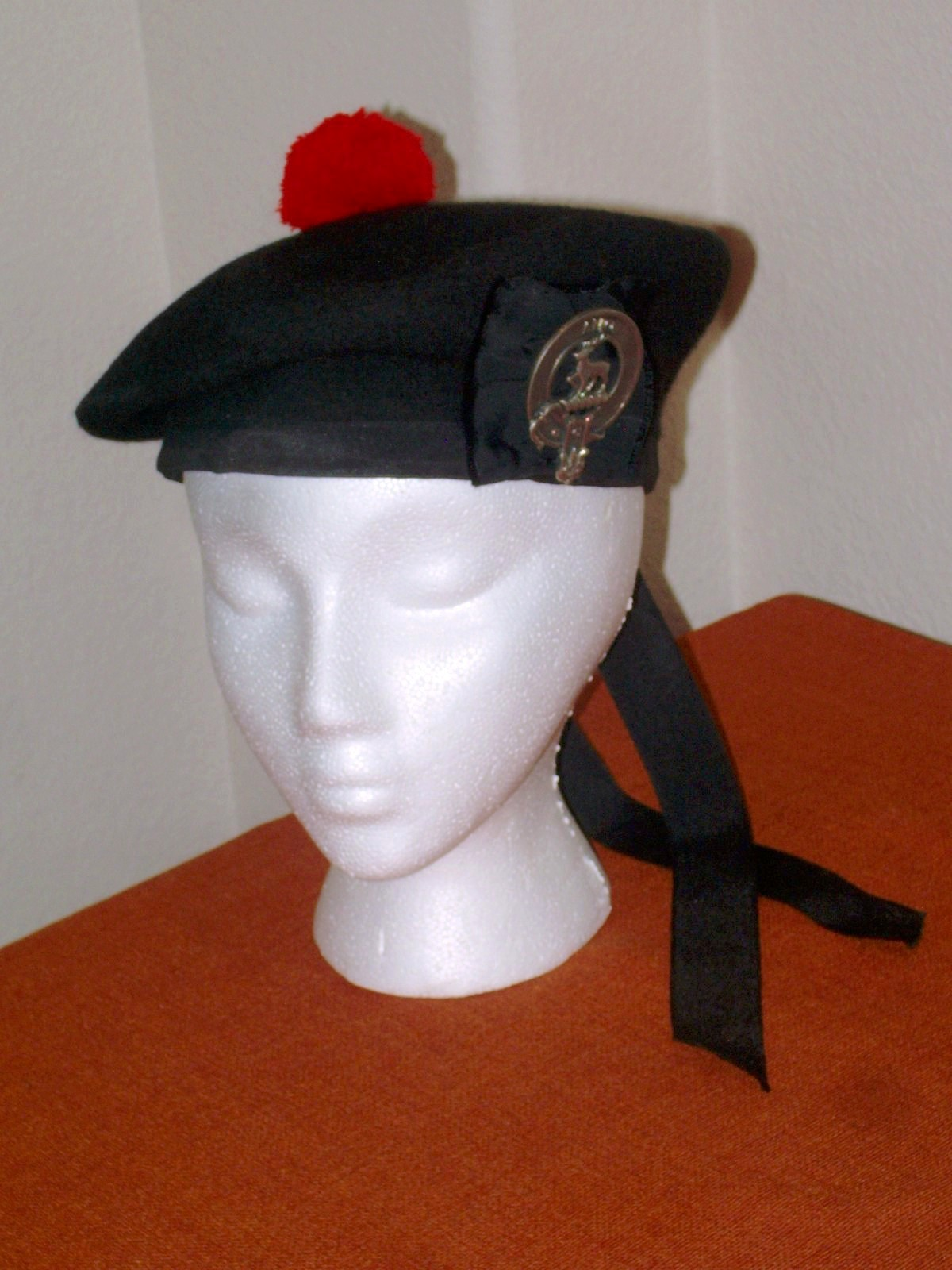
Casquet de mariner amb borla vermella

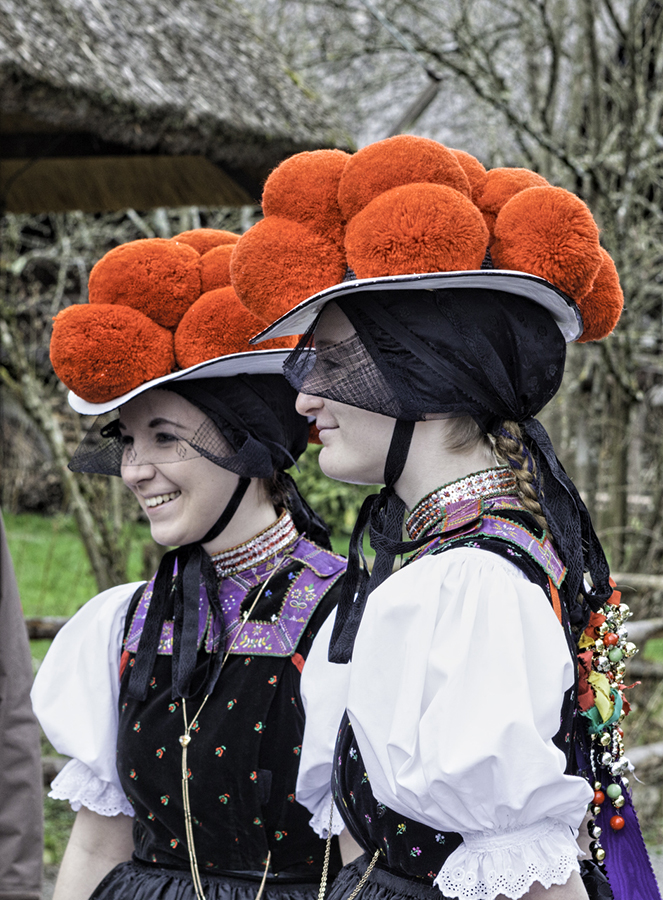
Bollenhut, barret tradicional amb borles de la Selva Negra

Una borla és un pom confeccionat amb qualsevol fil com ara de llana, seda, cotó o plàstic. Sol col·locar-se al cap dels cordons per poder agafar-les millor, o de caràcter més aviat decoratiu al centre de barrets, casquets i gorres. És diu de cada un dels cordons terminats en una borla que pengen del pal d'un penó, d'una bandera, etc.També s'emprava en certes èpoques com a adorn del morrió o capell dels militars. Prendre la borla vol dir obtenir el grau de doctorat.

## Com fer una borla?
Per fabricar una borla, cal un tros de cartró, un parell de tisores i un cabdell de fil de la matèria i color desitjada.

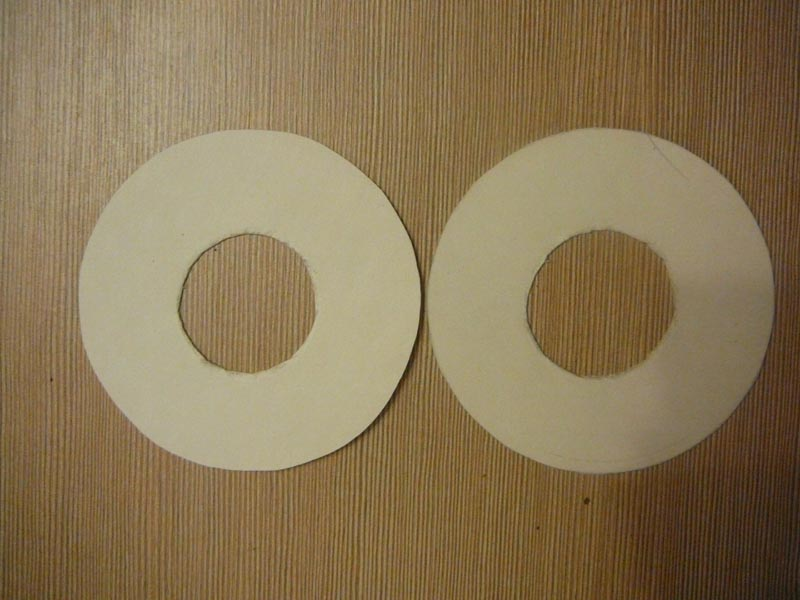
Es comença tallant un anell de cartró en el qual s'ha deixat una distància d'uns dos centímetres entre el forat interior i el diàmetre exterior.
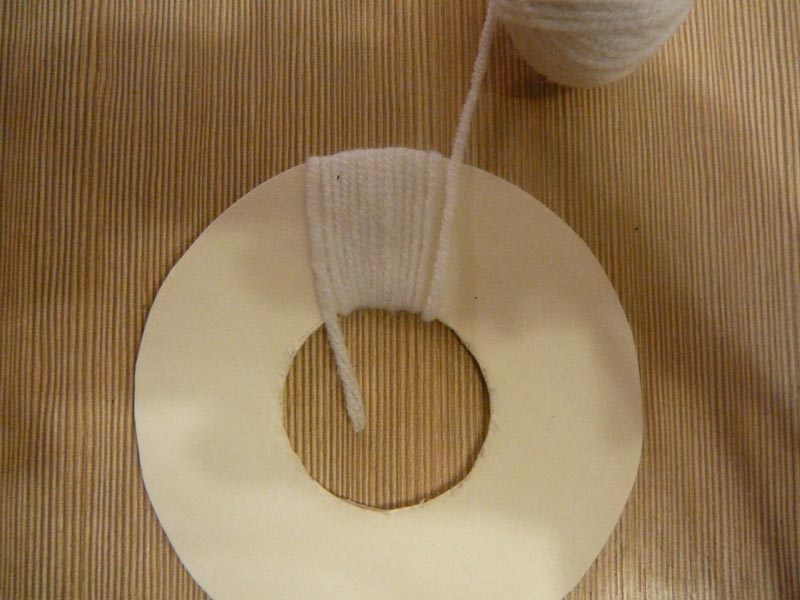
S'embolica l'anell de cartró amb el fil, passant pel forat central l'extrem del fil
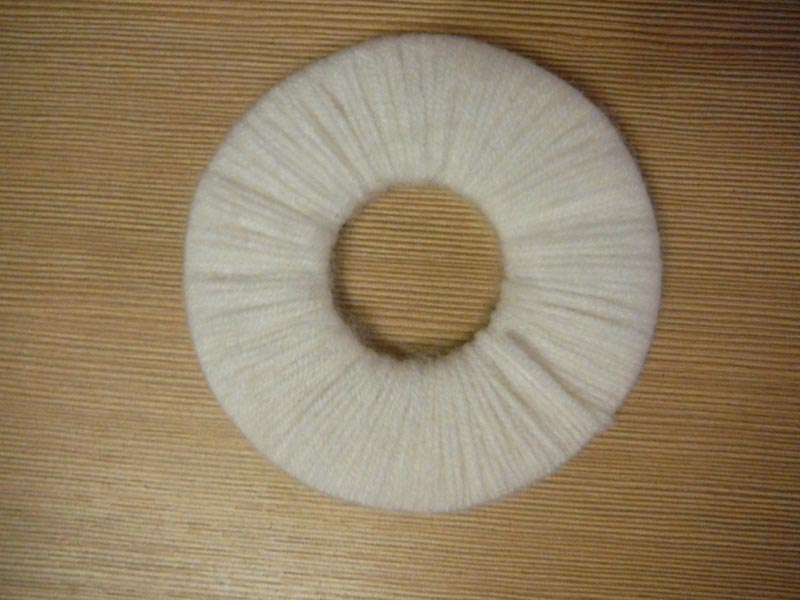
El fil ha de passar nombroses vegades pel forat. Com més gran quantitat de passades es facin major consistència tindrà la borla.

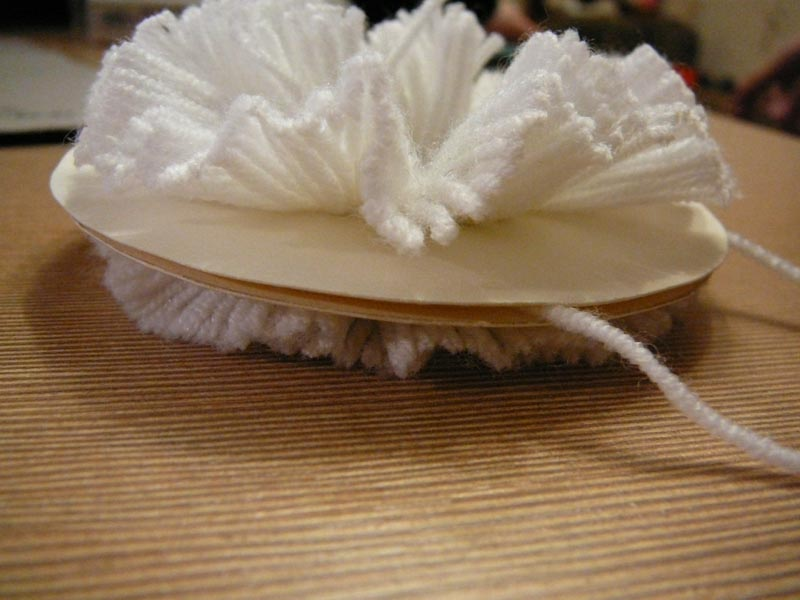
Un cop s'ha enrotllat prou fil, es talla la llana a nivell del plànol del cèrcol de cartró (com si fos l'equador).
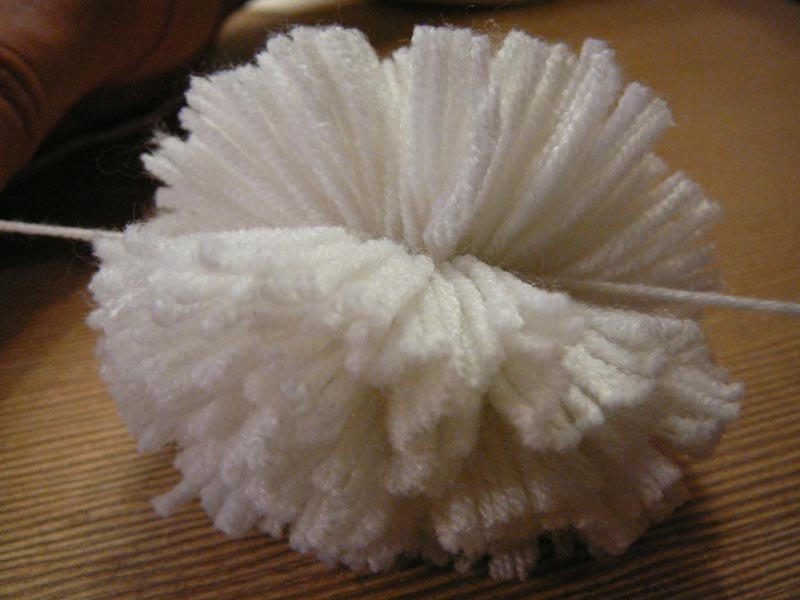
Després s'emboliquen les fibres contingudes en l'anell amb un tros de fill, i s'ajusta amb força perquè no surtin. Després es talla amb cura l'anell de cartró i s'extreu. Amb els dits es manipulen els fils per tal de donar volum i forma al pompó.
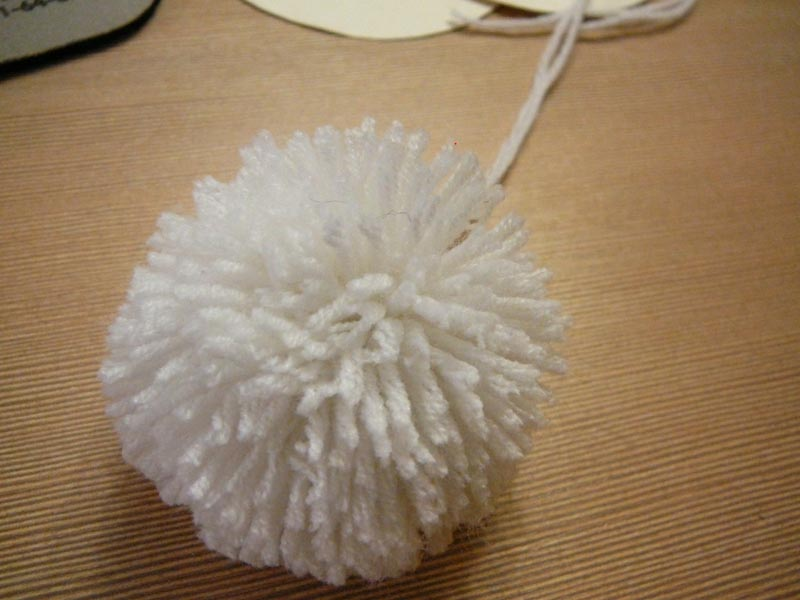
Per acabar, se larrodoneix i aparellen els extrems retallant els fills amb unes estisores